# Gianni e Pinotto a Hollywood
Gianni e Pinotto a Hollywood (Bud Abbott and Lou Costello in Hollywood o Abbott and Costello in Hollywood) è un film del 1945 diretto da S. Sylvan Simon, interpretato da Bud Abbott e Lou Costello, meglio noti in Italia come Gianni e Pinotto.

## Trama
Quando un barbiere e un portiere, improvvisatisi agenti di un amico cantante, Jeff Parker, riescono a farlo scritturare per il cinema, inscenano un fasullo omicidio per fargli ricevere un ruolo migliore.